# 코니시 노리유키
코니시 노리유키(일본어: 小西 紀行, 10월 3일~)는 일본의 만화가이다. 나가사키현 시마바라시 출신. 1997년 월간 소년 점프에서 데뷔하여 현재는 월간 코로코로 코믹에서 활동중이다. 《요괴워치》는 그의 대표작 중 하나이다.